# Malek Jandali
Malek Jandali (en árabe: مالك جندلي‎, Mālik Jandalī; nacido en 1972) es un pianista y compositor sirio-estadounidense nacido en Alemania. Es el fundador de la organización sin fines de lucro Pianos for Peace, que tiene como objetivo construir la paz a través de la música y la educación. Jandali emigró a los Estados Unidos y estudió música en Carolina del Norte. Desde entonces, ha tocado con orquestas de todo el mundo y compuesto un número de obras clásicas y modernas. Su música fue descrita como "una nueva y gran adición para la literatura sinfónica del siglo XXI" por la revista Fanfare con "desgarradoras melodías, exuberante orquestación, inteligentes transiciones creativas y texturas" por American Record Guide. El rango musical de Jandali va desde obras de cámara hasta grandes composiciones sinfónicas que integran influencias de Oriente Medio y Occidente.

## Biografía
Malek Jandali es hijo del Dr. Mamoun Jandali y Linah Droubi. Tiene un hermano llamado Rami. Es primo del fundador de Apple Steve Jobs y su hermana biológica Mona Simpson, novelista y profesora de lengua inglesa en la UCLA.
Comenzó su carrera musical como un pianista clásico. Estudió en el Instituto Árabe de la Música en Damasco con Vladimir Zaritsky y Víctor Bunin del Conservatorio de Moscú. Jandali ganó el primer lugar en la Competencia Nacional de Artistas Jóvenes de Siria en 1988 y en 1995 recibió una beca para asistir a la Escuela de las Artes de Carolina del Norte bajo Eric Larsen. Se graduó de la Universidad de Queens, donde estudió con Paul Nitsch y recibió el Premio Destacado Intérprete Musical. Mientras que en Charlotte , fue un organista y director del coro de la Iglesia Católica de Santiago en Concord, Carolina del Norte. Estudió composición y orquestación con Eddie Horst, Harry Bülow, Lawrence Dillon y Richard Antes.
En 2004 recibió su maestría de la Universidad de Carolina del Norte en Charlotte y en el 2015 la Corporación Carnegie de Nueva York lo nombró un "Orgullo de América", homenajeado por sus notables contribuciones a la sociedad. Jandali, en la actualidad vive en la Ciudad de Nueva York.

## Música
Jandali se ha presentado en Londres, El Cairo, Damasco, Estambul, París, Atlanta, en la Sede de las Naciones Unidas en Nueva York, el Kennedy Center en Washington D. C., el Stude Hall de la Escuela de Música Shepherd en la Universidad de Rice, en Houston, el Wiener Konzerthaus en Viena, el Kaufman Center y el Carnegie Hall en la Ciudad de Nueva York, el Auditorio Nacional de Madrid, Cadogan Hall, El Real Conservatorio superior de Música de Toronto, y el Teatro Madinat en Dubái.
Ha actuado con orquestas como la Orquesta Sinfónica de El Cairo, la Orquesta Filarmónica rusa, la Royal Philharmonic Orchestra, Orquesta Sinfónica Ludwig, Orquesta Filarmónica de Zagreb, Estocolmo Solister y la Orquesta Sinfónica Nacional Siria en la Ópera de Damasco.
En 2013 lanzó su gira mundial "La Voz Libre de los Niños de Siria" en el Berman Center de Detroit para aumentar la conciencia y ayuda humanitaria para los niños que sufren en Siria. El tour llegó a Europa y Medio Oriente con conciertos benéficos junto con conferencias y talleres académicos.

## Premios
- Competencia Nacional de Jóvenes Artistas - Primer Premio - Siria, 1988
- Fundación Stegner para Artes plásticas
- Universidad de Queens - Excelente Intérprete Musical - USA, 1997
- Premio Libertad de Expresión - CAIR Los Ángeles, USA, 2011[27]
- Premio Logros Cultura y Artes, de la Red de Profesionales Árabe-Americanos de Nueva York, 2012
- Premio Internacional de la Paz GUSI 2013[28]
- Medalla de Oro del Global Medal Awards 2014[29]
- Premio Humanitario Mundial de Música, Los Ángeles 2014[30]
- Gran Inmigrante "Orgullo de América", de Carnegie Corporation de Nueva York, 2015